# Championnat du Japon de football 2003
Navigation
J1 League 2002 J1 League 2004
Le Championnat du Japon de football 2003 est la 38e édition de la première division japonaise et la 11e édition de la J.League. Le championnat a débuté le 21 mars 2003 et s'est achevé le 29 novembre 2003.
Les deux derniers du championnat sont relégués et les deux premiers de J. League 2 promus.

## Les clubs participants
Les 14 de la J League 2002 et les deux premiers de la J2 League 2002 participent à la compétition.
| Club                 | Dernière montée | Ville    | Classement 2002 | Entraîneur          | Depuis | Stade                            | Capacité | Nombre de saisons |
| -------------------- | --------------- | -------- | --------------- | ------------------- | ------ | -------------------------------- | -------- | ----------------- |
| Júbilo Iwata         | 1994            | Iwata    | 1er             | Masaaki Yanagishita | 2003   | Stade Yamaha                     | 16 893   | 10                |
| Yokohama F. Marinos  | -               | Yokohama | 2e              | Takeshi Okada       | 2003   | Stade Nissan                     | 72 327   | 11                |
| Gamba Osaka          | -               | Suita    | 3e              | Akira Nishino       | 2002   | Stade commémoratif de l'Expo '70 | 21 000   | 11                |
| Kashima Antlers      | -               | Kashima  | 4e              | Toninho Cerezo      | 2000   | Stade de Kashima                 | 40 728   | 11                |
| Kyoto Purple Sanga   | 2002            | Kyoto    | 5e              | Pim Verbeek         | 2003   | Nishikyogoku Athletic Stadium    | 20 588   | 7                 |
| Nagoya Grampus Eight | -               | Nagoya   | 6e              | Nelsinho Baptista   | 2003   | Stade Toyota                     | 45 000   | 11                |
| JEF United Ichihara  | -               | Ichihara | 7e              | Ivan Osim           | 2003   | ZA Oripri Stadium                | 14 051   | 11                |
| Shimizu S-Pulse      | -               | Shizuoka | 8e              | Antoninho           | 2003   | Stade du parc Nihondaira         | 20 299   | 11                |
| FC Tokyo             | 2000            | Tokyo    | 9e              | Hiromi Hara         | 2002   | Stade Ajinomoto                  | 50 000   | 4                 |
| Tokyo Verdy 1969     | -               | Tokyo    | 10e             | Osvaldo Ardiles     | 2003   | Stade Ajinomoto                  | 50 000   | 11                |
| Urawa Red Diamonds   | 2001            | Saitama  | 11e             | Hans Ooft           | 2002   | Stade Saitama 2002               | 63 700   | 10                |
| Kashiwa Reysol       | 1995            | Kashiwa  | 12e             | Marco Aurélio       | 2002   | Hitachi Kashiwa Stadium          | 15 349   | 9                 |
| Vegalta Sendai       | 2002            | Sendai   | 13e             | Zdenko Verdenik     | 2003   | Stade de Sendai                  | 19 694   | 2                 |
| Vissel Kobe          | 1997            | Kobe     | 14e             | Ivan Hašek          | 2003   | Stade du parc Misaki             | 30 132   | 7                 |
| Oita Trinita         | 2003            | Ōita     | 1er             | Shinji Kobayashi    | 2001   | Stade d'Oita                     | 40 000   | 1                 |
| Cerezo Osaka         | 2003            | Osaka    | 2e              | Akihiro Nishimura   | 2001   | Stade Nagai                      | 50 000   | 10                |

- Promu de la J League 2 2002

### Localisation des clubs
| \| Clubs du Grand Tokyo · Kashima Antlers (Ibaraki) · Urawa Red Diamonds (Saitama) · Yokohama F. Marinos (Kanagawa) · FC Tokyo (Tokyo) · JEF United Ichihara (Chiba) · Kashiwa Reysol (Chiba) · Tokyo Verdy 1969 (Tokyo) Grand Tokyo Nagoya Grampus Eight Shimizu S-Pulse Júbilo Iwata Gamba Osaka Oita Trinita Cerezo Osaka Vissel Kobe Vegalta Sendai Kyoto Purple Sanga \| Localisation des clubs engagés dans le championnat. |
| Clubs du Grand Tokyo · Kashima Antlers (Ibaraki) · Urawa Red Diamonds (Saitama) · Yokohama F. Marinos (Kanagawa) · FC Tokyo (Tokyo) · JEF United Ichihara (Chiba) · Kashiwa Reysol (Chiba) · Tokyo Verdy 1969 (Tokyo) Grand Tokyo Nagoya Grampus Eight Shimizu S-Pulse Júbilo Iwata Gamba Osaka Oita Trinita Cerezo Osaka Vissel Kobe Vegalta Sendai Kyoto Purple Sanga                                                           |

| Clubs du Grand Tokyo · Kashima Antlers (Ibaraki) · Urawa Red Diamonds (Saitama) · Yokohama F. Marinos (Kanagawa) · FC Tokyo (Tokyo) · JEF United Ichihara (Chiba) · Kashiwa Reysol (Chiba) · Tokyo Verdy 1969 (Tokyo) Grand Tokyo Nagoya Grampus Eight Shimizu S-Pulse Júbilo Iwata Gamba Osaka Oita Trinita Cerezo Osaka Vissel Kobe Vegalta Sendai Kyoto Purple Sanga |

| Rang | Équipe               | Pts | J  | G  | N | P  | Bp | Bc | Diff |
| ---- | -------------------- | --- | -- | -- | - | -- | -- | -- | ---- |
| 1    | Yokohama F. Marinos  | 32  | 15 | 10 | 2 | 3  | 29 | 16 | +13  |
| 2    | Júbilo Iwata         | 31  | 15 | 9  | 4 | 2  | 34 | 17 | +17  |
| 3    | JEF United Ichihara  | 27  | 15 | 8  | 3 | 4  | 33 | 20 | +13  |
| 4    | FC Tokyo             | 25  | 15 | 7  | 4 | 4  | 14 | 11 | +3   |
| 5    | Cerezo Osaka         | 25  | 15 | 8  | 1 | 6  | 29 | 29 | 0    |
| 6    | Urawa Red Diamonds   | 24  | 15 | 7  | 3 | 5  | 25 | 23 | +2   |
| 7    | Nagoya Grampus Eight | 23  | 15 | 5  | 8 | 2  | 19 | 16 | +3   |
| 8    | Kashima Antlers      | 23  | 15 | 7  | 2 | 6  | 23 | 21 | +2   |
| 9    | Kashiwa Reysol       | 21  | 15 | 6  | 3 | 6  | 19 | 19 | 0    |
| 10   | Tokyo Verdy 1969     | 19  | 15 | 6  | 1 | 8  | 28 | 32 | -4   |
| 11   | Shimizu S-Pulse      | 18  | 15 | 5  | 3 | 7  | 20 | 18 | +2   |
| 12   | Gamba Osaka          | 16  | 15 | 4  | 4 | 7  | 26 | 29 | -3   |
| 13   | Vissel Kobe          | 16  | 15 | 5  | 1 | 9  | 18 | 34 | -16  |
| 14   | Oita Trinita         | 15  | 15 | 4  | 3 | 8  | 20 | 21 | -1   |
| 15   | Vegalta Sendai       | 12  | 15 | 4  | 3 | 9  | 17 | 28 | -11  |
| 16   | Kyoto Purple Sanga   | 10  | 15 | 3  | 1 | 11 | 14 | 34 | -20  |

| Rang | Équipe               | Pts | J  | G | N | P | Bp | Bc | Diff |
| ---- | -------------------- | --- | -- | - | - | - | -- | -- | ---- |
| 1    | Yokohama F. Marinos  | 32  | 15 | 7 | 5 | 3 | 27 | 17 | +10  |
| 2    | JEF United Ichihara  | 26  | 15 | 7 | 5 | 3 | 24 | 18 | +6   |
| 3    | Júbilo Iwata         | 26  | 15 | 7 | 5 | 3 | 22 | 17 | +5   |
| 4    | Kashima Antlers      | 25  | 15 | 6 | 7 | 2 | 21 | 19 | +2   |
| 5    | FC Tokyo             | 24  | 15 | 6 | 6 | 3 | 32 | 20 | +12  |
| 6    | Urawa Red Diamonds   | 23  | 15 | 6 | 5 | 4 | 29 | 19 | +10  |
| 7    | Gamba Osaka          | 23  | 15 | 6 | 5 | 4 | 24 | 17 | +7   |
| 8    | Nagoya Grampus Eight | 22  | 15 | 6 | 4 | 5 | 30 | 26 | +4   |
| 9    | Tokyo Verdy 1969     | 21  | 15 | 5 | 6 | 4 | 28 | 25 | +3   |
| 10   | Shimizu S-Pulse      | 21  | 15 | 6 | 3 | 6 | 19 | 26 | -7   |
| 11   | Kashiwa Reysol       | 16  | 15 | 3 | 7 | 5 | 16 | 20 | -4   |
| 12   | Cerezo Osaka         | 15  | 15 | 4 | 3 | 8 | 26 | 27 | -1   |
| 13   | Vissel Kobe          | 14  | 15 | 3 | 5 | 7 | 17 | 29 | -12  |
| 14   | Kyoto Purple Sanga   | 13  | 15 | 3 | 4 | 9 | 14 | 26 | -12  |
| 15   | Vegalta Sendai       | 12  | 15 | 2 | 6 | 7 | 14 | 28 | -14  |
| 16   | Oita Trinita         | 11  | 15 | 1 | 8 | 6 | 7  | 16 | -9   |

## Classement Final
| Rang | Équipe               | Pts | J  | G  | N  | P  | Bp | Bc | Diff |
| ---- | -------------------- | --- | -- | -- | -- | -- | -- | -- | ---- |
| 1    | Yokohama F. Marinos  | 58  | 30 | 17 | 7  | 6  | 56 | 33 | +23  |
| 2    | Júbilo Iwata T C S   | 57  | 30 | 16 | 9  | 5  | 56 | 34 | +22  |
| 3    | JEF United Ichihara  | 53  | 30 | 15 | 8  | 7  | 57 | 38 | +19  |
| 4    | FC Tokyo             | 49  | 30 | 13 | 10 | 7  | 46 | 31 | +15  |
| 5    | Kashima Antlers      | 48  | 30 | 13 | 9  | 8  | 44 | 40 | +4   |
| 6    | Urawa Red Diamonds L | 47  | 30 | 13 | 8  | 9  | 54 | 42 | +12  |
| 7    | Nagoya Grampus Eight | 45  | 30 | 11 | 12 | 7  | 49 | 42 | +7   |
| 8    | Tokyo Verdy 1969     | 40  | 30 | 11 | 7  | 12 | 56 | 57 | -1   |
| 9    | Cerezo Osaka P       | 40  | 30 | 12 | 4  | 14 | 55 | 56 | -1   |
| 10   | Gamba Osaka          | 39  | 30 | 10 | 9  | 11 | 50 | 46 | +4   |
| 11   | Shimizu S-Pulse      | 39  | 30 | 11 | 6  | 13 | 39 | 44 | -5   |
| 12   | Kashiwa Reysol       | 37  | 30 | 9  | 10 | 11 | 35 | 39 | -4   |
| 13   | Vissel Kobe          | 30  | 30 | 8  | 6  | 16 | 35 | 63 | -28  |
| 14   | Oita Trinita P       | 26  | 30 | 5  | 11 | 14 | 27 | 37 | -10  |
| 15   | Vegalta Sendai       | 24  | 30 | 5  | 9  | 16 | 31 | 56 | -25  |
| 16   | Kyoto Purple Sanga   | 23  | 30 | 6  | 5  | 19 | 28 | 60 | -32  |

|  | Qualification pour la Ligue des champions de l'AFC 2004 |
|  | Reléguer en J League 2 2004 |
|  | T : Tenant du titre C : Vainqueur de la Coupe de l'Empereur 2003 L : Vainqueur de la Coupe de la Ligue 2003 S : Vainqueur de la Supercoupe du Japon 2003 P : Promu de D2 |

## Récompenses individuelles

### Classement des buteurs
| Rang | Nom           | Nationalité  | Équipe               | Buts |
| 1    | Uéslei        | Brésil       | Nagoya Grampus Eight | 22   |
| 2    | Rodrigo Gral  | Brésil       | Gamba Osaka          | 21   |
| 3    | Emerson Sheik | Brésil       | Urawa Red Diamonds   | 18   |
| 4    | Choi Yong-soo | Corée du Sud | JEF United Ichihara  | 17   |